# Druhý opční protokol Mezinárodního paktu o občanských a politických právech
Druhý opční protokol Mezinárodního paktu o občanských a politických právech, jehož cílem je zrušení trestu smrti na celosvětové úrovni, je doplňkovou dohodou k Mezinárodnímu paktu o občanských a politických právech. Byl vytvořen 15. prosince 1989 a v platnost vstoupil dne 11. července 1991. K prosinci 2024 měl tento opční protokol 92 smluvních stran. K danému datu jej jako poslední ratifikovala Zambie, a to 19. prosince 2024.
Opční protokol zavazuje své členy ke zrušení trestu smrti na svém území, ačkoli článek 2.1 umožňuje svým smluvním stranám ponechat si výhradu umožňující ponechat si možnost trestu smrti "v době války na základě odsouzení za nejzávažnější zločin vojenské povahy spáchaný během války". Tuto výhradu uplatňuje Brazílie, Chile a Salvador. Tyto výhrady původně uplatnily i Malta, Kypr a Španělsko, ale později je stáhly. Ázerbájdžán a Řecko si stále zachovávají tuto výhradu, přestože je v obou zemích trest smrti za všech okolností zakázán. (Řecko navíc ratifikovalo Protokol č. 13 Evropské úmluvy o lidských právech, který ruší trest smrti za všechny zločiny).